# Prosciurillus
A Prosciurillus az emlősök (Mammalia) osztályának a rágcsálók (Rodentia) rendjébe, ezen belül a mókusfélék (Sciuridae) családjába tartozó nem.

## Rendszerezés
A nembe az alábbi 5 faj tartozik:
- Prosciurillus abstrusus Moore, 1958
- Prosciurillus leucomus Müller & Schlegel, 1844
- Prosciurillus murinus Müller & Schlegel, 1844 - típusfaj
- Prosciurillus rosenbergii Jentink, 1879
- Prosciurillus weberi Jentink, 1890